# Limia pauciradiata
Limia pauciradiata är en fiskart som beskrevs av Rivas, 1980. Limia pauciradiata ingår i släktet Limia och familjen Poeciliidae. Inga underarter finns listade i Catalogue of Life.